# Comuna Pașkivka, Kozelșciîna
Pașkivka (în ucraineană Пашківка) este o comună în raionul Kozelșciîna, regiunea Poltava, Ucraina, formată din satele Bulahî, Butoiarivka, Kalașnîkî, Olhivka și Pașkivka (reședința).

## Demografie
Componența lingvistică a comunei Pașkivka
     Ucraineană (94,77%)
     Rusă (3,36%)
     Română (1,62%)
Conform recensământului din 2001, majoritatea populației comunei Pașkivka era vorbitoare de ucraineană (94,77%), existând în minoritate și vorbitori de rusă (3,36%) și română (1,62%).